# Kasteel Hulsberg
Kasteel Hulsberg is een neoclassicistisch kasteel dat zich bevindt te Hendrieken.
Het kasteel werd gebouwd in 1882 op een heuvel van 108 meter hoogte, waardoor het een markante verschijning in het landschap is. Het kasteel wordt bewoond door de familie De Coster. Het kasteel is niet toegankelijk voor het publiek.
Het kasteel is beschermd erfgoed 3552.

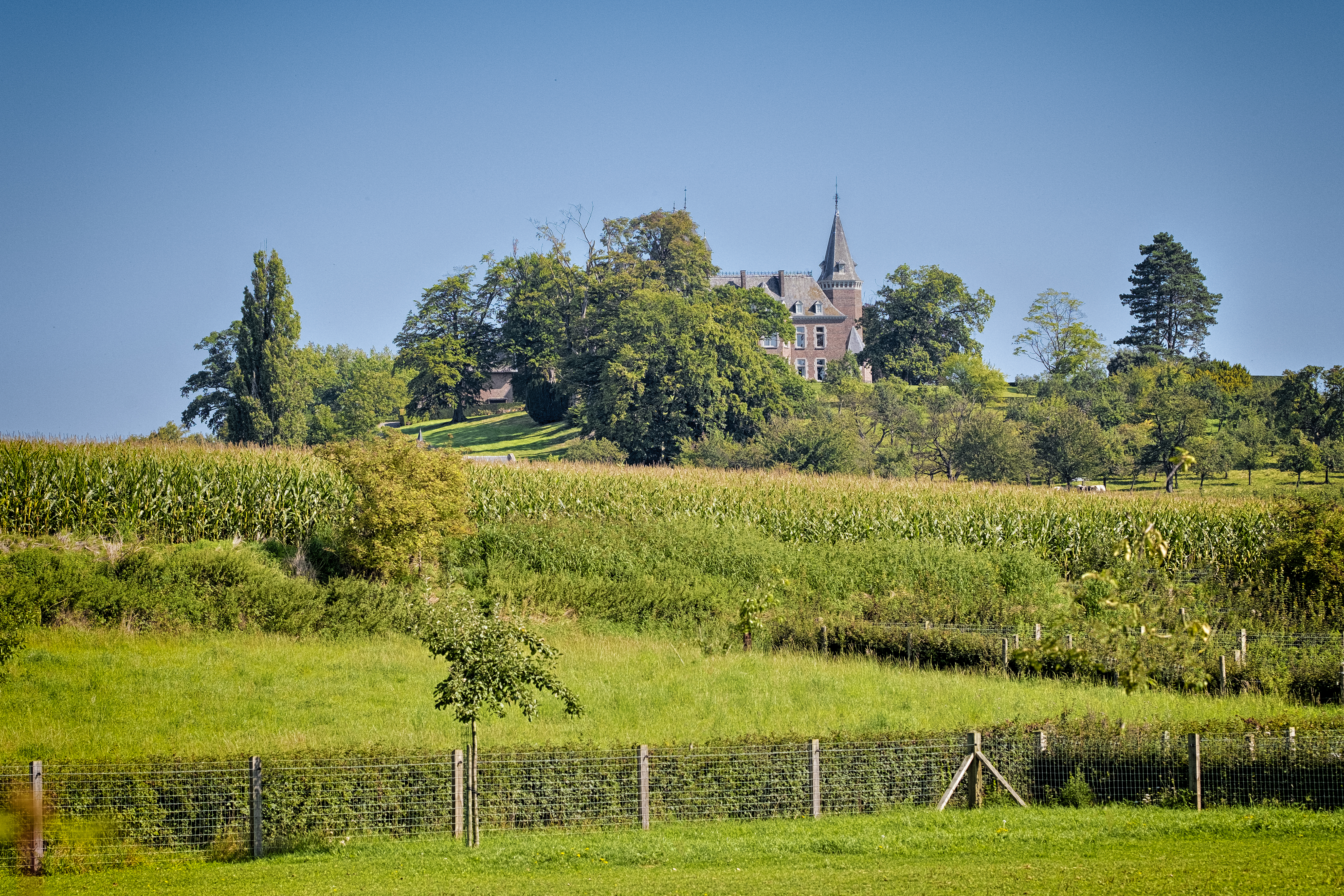
Kasteel op de Hulsberg